# David Larwill
David Larwill (* 1956 in Ballarat, Victoria; † 2011 in Alice Springs) war ein australischer Künstler, dessen Œuvre sich durch einen unverwechselbaren, überschwänglichen Stil auszeichnet. Dieser ist geprägt durch kräftige Farben, stilisierte Figuren und vereinfachte Formen.

## Leben
Der 1956 in Ballarat geborene David Larwill gehörte zu einer Gruppe junger Künstler, die Anfang der 1980er Jahre in Melbourne die Roar Studios gründeten. Larwill und die anderen Roar-Künstler schufen farbenfrohe und visuell berauschende figurative Werke, die von der CoBrA-Bewegung und dem Expressionismus inspiriert waren; sie malten „aus dem Herzen heraus“ als stilistische und soziale Reaktion auf das vorherrschende Interesse an der Konzeptkunst.
David Larwills unverwechselbarer Stil entwickelte sich unter dem Einfluss so unterschiedlicher Strömungen wie der Stammeskunst, der Kunst der Ureinwohner, der abstrakten Figuration der 1940er und 1950er Jahre, der Kunst von Außenseitern und Kindern, Graffiti und dem Werk von Jean Dubuffet. Sie zeichnen sich durch vereinfachte Formen und allgemeine Muster aus, die von stilisierten, animierten und stammesähnlichen menschlichen und tierischen Figuren bevölkert werden.
Inspiriert von seinen Reisen durch Zentralaustralien, Marokko, Europa und New York, brachte David Larwill eine ursprüngliche Kraft und Energie in seine Malerei ein. Mit seiner instinktiven Herangehensweise, der Verwendung primitiver Formen, den hektischen Kompositionen und der intensiven Farbgebung sprechen seine Werke unmittelbar auf emotionaler und sinnlicher Ebene an. Obwohl David Larwill vor allem als figurativer expressionistischer Maler bekannt ist, war er auch ein hervorragender Zeichner und Grafiker. Er schuf zahlreiche Zeichnungen, Aquarelle, Keramiken und Skulpturen sowie Radierungen, Lithografien und Siebdrucke. In seiner über 30-jährigen Karriere hatte Larwill mehr als 25 Einzelausstellungen und nahm an zahlreichen Gruppenausstellungen teil.
1999 erhielt Davis Larwill von der Regierung des Staates Victoria und dem Victorian Arts Centre Trust den Auftrag, einen Wandteppich mit dem Titel Celebration zu entwerfen. Der Wandteppich wurde vom Australian Tapestry Workshop hergestellt und dem Esplanade – Theatres on the Bay in Singapur anlässlich seiner offiziellen Eröffnung im Jahr 2001 geschenkt.
David Larwill starb 2011 in Alice Springs an den Folgen seiner Krebserkrankung. Er hinterließ seine Frau Fiona und seine Söhne James und Henry.

### Werke in öffentlichen Sammlungen
- National Gallery of Australia, Canberra
- National Gallery of Victoria, Melbourne
- Sir William Dobell Foundation
- Artbank (Australia)
- Royal Melbourne Institute of Technology, Melbourne
- New Parliament House, Canberra
- Holmes à Court Collection
- Baillieu Myer Collection
- ICI Collection
- Heide Museum of Modern Art, Victoria
- Shell Collection of Contemporary Australian Art
- Western Mining Corporation Collection
- World Congress Centre, Melbourne
- Launceston College of Advanced Education, Tasmania
- Shepparton Art Gallery, Victoria
- Deakin University Collection, Victoria
- Australian Football League
- New England Regional Art Museum, Australia
- Queensland Art Gallery